# William Togui
William Togui (7 augustus 1996) is een Ivoriaans professioneel voetballer. Hij staat onder contract bij Tuzlaspor. In het seizoen 2021/22 speelt hij op huurbasis bij RWDM.
Op 30 januari 2021 werd Togui uitgeleend voor een half seizoen aan Espérance Tunis.

## Statistieken
| Seizoen                          | Club               | Competitie      | Competitie | Competitie | Play-offs | Play-offs | Beker | Beker | Supercup | Supercup | Internat. | Internat. | Totaal | Totaal |
| Seizoen                          | Club               | Competitie      | Wed.       | Dlp.       | Wed.      | Dlp.      | Wed.  | Dlp.  | Wed.     | Dlp.     | Wed.      | Dlp.      | Wed.   | Dlp.   |
| -------------------------------- | ------------------ | --------------- | ---------- | ---------- | --------- | --------- | ----- | ----- | -------- | -------- | --------- | --------- | ------ | ------ |
| 2014-2015                        | Difaa El Jadida    | Botola Pro      | 9          | 2          | 0         | 0         | 0     | 0     | —        | —        | —         | —         | 9      | 2      |
| 2015-2016                        | IZK Khémisset      | Botola Pro      | ?          | ?          | 0         | 0         | 0     | 0     | —        | —        | —         | —         | ?      | ?      |
| 2016-2017                        | Rapide Oued Zem    | Botola 2        | ?          | ?          | 0         | 0         | 0     | 0     | —        | —        | —         | —         | ?      | ?      |
| 2017-2018                        | SC Gagnoa          | Ligue 1         | 29         | 23         | 0         | 0         | 0     | 0     | —        | —        | —         | —         | 29     | 23     |
| 2018-2019                        | KV Mechelen        | Eerste klasse B | 19         | 4          | 1         | 0         | 4     | 0     | —        | —        | —         | —         | 24     | 4      |
| 2019-2020                        | KV Mechelen        | Eerste klasse A | 26         | 9          | —         | —         | —     | —     | 1        | 0        | —         | —         | 27     | 9      |
| 2020-2021                        | KV Mechelen        | Eerste klasse A | 14         | 1          | 0         | 0         | 0     | 0     | —        | —        | —         | —         | 14     | 1      |
| 2020-2021                        | → Espérance Tunis  | Nationale A     | 9          | 3          | 0         | 0         | 0     | 0     | —        | —        | 7         | 1         | 16     | 4      |
| 2021-2022                        | → RWDM             | Eerste klasse B | 24         | 5          | 0         | 0         | 2     | 0     | —        | —        | —         | —         | 26     | 5      |
| 2022-2023                        | → Hapoel Jeruzalem | Ligat Ha'Al     | 30         | 3          | 0         | 0         | 3     | 1     | —        | —        | —         | —         | 33     | 4      |
| 2023-2024                        | Tuzlaspor          | TFF 1. Lig      | 28         | 8          | 0         | 0         | 0     | 0     | —        | —        | —         | —         | 28     | 8      |
| 2024-2025                        | Tuzlaspor          | TFF 1. Lig      | 3          | 0          | 0         | 0         | 0     | 0     | —        | —        | —         | —         | 3      | 0      |
| Carrière totaal                  | Carrière totaal    | Carrière totaal | 192        | 58         | 1         | 0         | 9     | 1     | 1        | 0        | 7         | 1         | 210    | 60     |
| Bijgewerkt t/m 31 augustus 2024. |                    |                 |            |            |           |           |       |       |          |          |           |           |        |        |

## Palmares
| Competitie               | Aantal      | Jaren       |
| KV Mechelen              | KV Mechelen | KV Mechelen |
| ------------------------ | ----------- | ----------- |
| Nationaal                |             |             |
| Kampioen Eerste Klasse B | 1x          | 2018/2019   |
| Beker van België         | 1x          | 2019        |